# Lista de atores indicados ao Oscar por atuações em língua não-inglesa

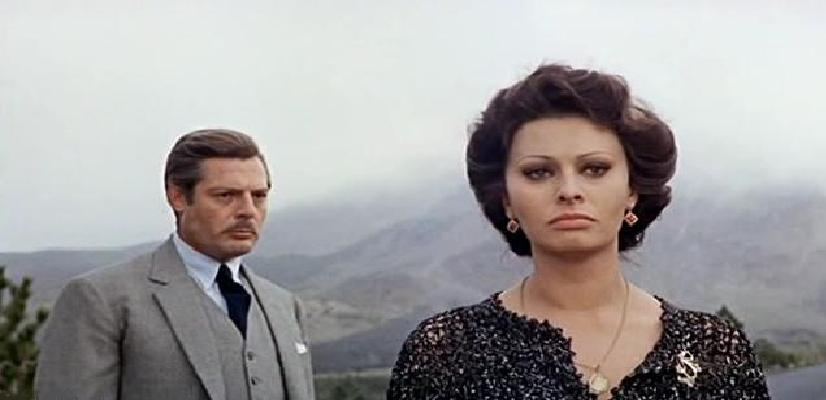
Sophia Loren e Marcello Mastroianni receberam diversas indicações ao Oscar por atuações em italiano. Na imagem, os dois contracenam em Matrimonio all'italiana.

Esta é uma lista de atores indicados ao Oscar por atuações em língua não-inglesa. A Academia de Artes e Ciências Cinematográficas concede os prêmios Oscars de Melhor Ator, Melhor Atriz, Melhor Ator Coadjuvante e Melhor Atriz Coadjuvante aos considerados melhores de cada ano, contudo, é extremamente raro um intérprete ser indicado a qualquer Oscar de atuação por um papel realizado em uma língua diferente do inglês. 
Ao todo, 29 atores (somando-se 35 indicações) disputaram o Oscar por atuações em língua não-inglesa e apenas seis deles venceram o prêmio. Das 35 interpretações indicadas, 11 foram em francês, 9 em italiano, 6 em espanhol, 4 em sueco e uma em português, dacota, tcheco, língua de sinais americana e língua de sinais japonesa.

## Histórico

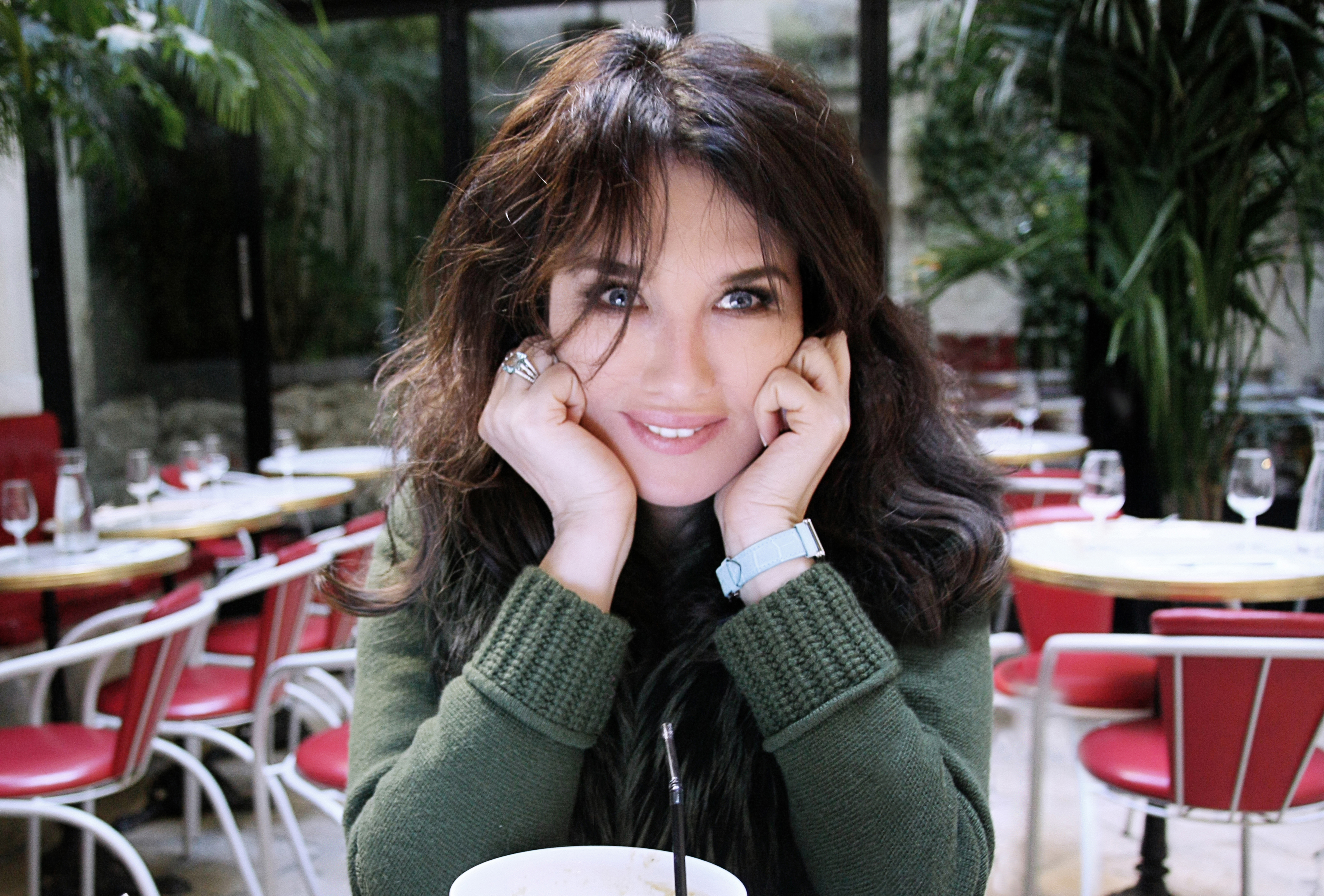
Diversas atrizes francófonas já foram indicadas ao Oscar. Isabelle Adjani concorreu duas vezes.

Durante as três primeiras décadas da premiação, nenhum ator teve seu trabalho reconhecido por uma atuação que não fosse em língua inglesa. Em 1962, Sophia Loren conquistou a estatueta de Melhor Atriz por La ciociara, falado em italiano, tendo sido a primeira vez que um Oscar foi entregue para uma performance em língua não-inglesa. Três anos depois, Sophia Loren voltou a disputar o Oscar de Melhor Atriz por Divorzio all'italiana – o segundo dos doze filmes em que Loren atuou ao lado de Marcello Mastroianni. Mastroianni é o recordista de indicações ao Oscar por interpretações em italiano; ele já foi indicado três vezes como Melhor Ator pelos filmes Divórcio à Italiana (em 1963), Una giornata particolare (em 1978) e Oci ciornie (em 1988), mas em todas as ocasiões ele perdeu para os atores anglófonos. 
Em 1967, pela primeira vez na história da premiação, duas intérpretes disputaram a estatueta de Melhor Atriz por atuações em língua não-inglesa: Anouk Aimée por Un homme et une femme, atuando em francês e Ida Kaminska por Obchod na Korze, atuando em tcheco, mas nenhuma das duas ganhou. A norueguesa nascida no Japão, Liv Ullmann já recebeu duas indicações a Melhor Atriz por interpretações em sueco; a primeira por Utvandrarna (em 1973) e a segunda por Ansikte mot ansikte (em 1977). No Oscar de 1975, o ator Robert de Niro, acostumado a interpretar papéis em inglês, levou o Oscar de Melhor Ator Coadjuvante por sua atuação em italiano em The Godfather Part II. Nesta mesma cerimônia, Valentina Cortese concorreu como Melhor Atriz Coadjuvante pela atuação em francês no filme La Nuit américaine. Em 1976, Isabelle Adjani foi indicada a Melhor Atriz pelo papel que desempenhou em sua língua nativa, o francês, em L'Histoire d'Adèle H. e voltou a concorrer na mesma categoria, em 1989, por Camille Claudel. No Oscar de 1977, Marie-Christine Barrault concorreu como Melhor Atriz por Cousin, Cousine, atuando em francês e Giancarlo Giannini como Melhor Ator por Pasqualino Settebellezze, atuando em italiano. Em 1979, Ingrid Bergman foi indicada a Melhor Atriz por sua interpretação em sueco no drama Höstsonaten. Em 1987, Marlee Matlin foi premiada como Melhor Atriz pela performance na língua de sinais americana em Children of a Lesser God, tornando-se a primeira atriz deficiente auditiva a vencer um Oscar. Em 1989, outra interpretação em sueco foi indicada, dessa vez como Melhor Ator para Max von Sydow em Pelle Erobreren.
Em 1991, Gerard Depardieu foi indicado como Melhor Ator por Cyrano de Bergerac, atuando em francês e Graham Greene como Melhor Ator Coadjuvante por Dances with Wolves, atuando na língua dacota. Em 1993, Catherine Deneuve concorreu como Melhor Atriz por Indochine, atuando em francês. Em 1996, Massimo Troisi disputou a estatueta de Melhor Ator por Il postino, atuando na língua italiana. No Oscar de 1999, Roberto Benigni conquistou o prêmio de Melhor Ator por sua interpretação em italiano na comédia dramática La vita è bella e Fernanda Montenegro concorreu como Melhor Atriz pelo drama Central do Brasil, atuando em português.
Nas décadas de 2000 e 2010, as atuações em língua espanhola amealhou três indicações e uma vitória: Benicio del Toro ganhou como Melhor Ator Coadjuvante por Traffic (em 2001),  Catalina Sandino Moreno recebeu a indicação de Melhor Atriz por María, llena eres de gracia (em 2005), Penélope Cruz foi indicada como Melhor Atriz por Volver (em 2007) e seu marido, Javier Bardem disputou como Melhor Ator por Biutiful (em 2011). Apesar de não possuir qualquer deficiência auditiva ou de fala, a atriz Rinko Kikuchi teve que aprender a língua de sinais japonesa para interpretar a jovem Chieko em Babel, o que lhe rendeu uma indicação ao Oscar de Melhor Atriz Coadjuvante, em 2007. Nas duas últimas décadas as atuações em francês triunfaram na categoria de Melhor Atriz: Marion Cotillard ganhou pela interpretação da lendária cantora Edith Piaf em La môme (em 2008) e concorreu novamente pelo filme belga Deux Jours, Une Nuit (em 2015), Emmanuelle Riva concorreu, aos 86 anos de idade, pelo romance Amour (em 2013) e Isabelle Huppert pelo drama Elle (em 2017).

## Indicados
| Ano  | Intérprete               | Categoria                | Filme (Título original)     | Língua (da atuação)        | Resultado | Ref.        |
| ---- | ------------------------ | ------------------------ | --------------------------- | -------------------------- | --------- | ----------- |
| 1962 | Sophia Loren             | Melhor Atriz             | La ciociara                 | Italiano                   | Venceu    | [ 1 ] [ 2 ] |
| 1963 | Marcello Mastroianni     | Melhor Ator              | Divorzio all'italiana       | Italiano                   | Indicado  | [ 1 ] [ 2 ] |
| 1965 | Sophia Loren             | Melhor Atriz             | Matrimonio all'italiana     | Italiano                   | Indicado  | [ 1 ] [ 2 ] |
| 1967 | Anouk Aimée              | Melhor Atriz             | Un homme et une femme       | Francês                    | Indicado  | [ 1 ] [ 2 ] |
| 1967 | Ida Kaminska             | Melhor Atriz             | Obchod na Korze             | Tcheco                     | Indicado  | [ 1 ] [ 2 ] |
| 1973 | Liv Ullmann              | Melhor Atriz             | Utvandrarna                 | Sueco                      | Indicado  | [ 1 ] [ 2 ] |
| 1975 | Robert De Niro           | Melhor Ator Coadjuvante  | The Godfather Part II       | Italiano                   | Venceu    | [ 1 ] [ 2 ] |
| 1975 | Valentina Cortese        | Melhor Atriz Coadjuvante | La Nuit Américaine          | Francês                    | Indicado  | [ 1 ] [ 2 ] |
| 1976 | Isabelle Adjani          | Melhor Atriz             | L'histoire d'Adèle H.       | Francês                    | Indicado  | [ 1 ] [ 2 ] |
| 1977 | Marie-Christine Barrault | Melhor Atriz             | Cousin, Cousine             | Francês                    | Indicado  | [ 1 ] [ 2 ] |
| 1977 | Liv Ullmann              | Melhor Atriz             | Ansikte mot ansikte         | Sueco                      | Indicado  | [ 1 ] [ 2 ] |
| 1977 | Giancarlo Giannini       | Melhor Ator              | Pasqualino Settebellezze    | Italiano                   | Indicado  | [ 1 ] [ 2 ] |
| 1978 | Marcello Mastroianni     | Melhor Ator              | Una giornata particolare    | Italiano                   | Indicado  | [ 1 ] [ 2 ] |
| 1979 | Ingrid Bergman           | Melhor Atriz             | Höstsonaten                 | Sueco                      | Indicado  | [ 1 ] [ 2 ] |
| 1987 | Marlee Matlin            | Melhor Atriz             | Children of a Lesser God    | Língua de Sinais Americana | Venceu    | [ 1 ] [ 2 ] |
| 1988 | Marcello Mastroianni     | Melhor Ator              | Oci ciornie                 | Italiano                   | Indicado  | [ 1 ] [ 2 ] |
| 1989 | Max von Sydow            | Melhor Ator              | Pelle erobreren             | Sueco                      | Indicado  | [ 1 ] [ 2 ] |
| 1990 | Isabelle Adjani          | Melhor Atriz             | Camille Claudel             | Francês                    | Indicado  | [ 1 ] [ 2 ] |
| 1991 | Graham Greene            | Melhor Ator Coadjuvante  | Dances with Wolves          | Dacota                     | Indicado  | [ 1 ] [ 2 ] |
| 1991 | Gérard Depardieu         | Melhor Ator              | Cyrano de Bergerac          | Francês                    | Indicado  | [ 1 ] [ 2 ] |
| 1993 | Catherine Deneuve        | Melhor Atriz             | Indochine                   | Francês                    | Indicado  | [ 1 ] [ 2 ] |
| 1996 | Massimo Troisi           | Melhor Ator              | Il postino                  | Italiano                   | Indicado  | [ 1 ] [ 2 ] |
| 1999 | Roberto Benigni          | Melhor Ator              | La vita è bella             | Italiano                   | Venceu    | [ 1 ] [ 2 ] |
| 1999 | Fernanda Montenegro      | Melhor Atriz             | Central do Brasil           | Português                  | Indicado  | [ 1 ] [ 2 ] |
| 2001 | Benicio del Toro         | Melhor Ator Coadjuvante  | Traffic                     | Espanhol                   | Venceu    | [ 1 ] [ 2 ] |
| 2005 | Catalina Sandino Moreno  | Melhor Atriz             | María, llena eres de gracia | Espanhol                   | Indicado  | [ 1 ] [ 2 ] |
| 2007 | Penélope Cruz            | Melhor Atriz             | Volver                      | Espanhol                   | Indicado  | [ 1 ] [ 2 ] |
| 2007 | Rinko Kikuchi            | Melhor Atriz Coadjuvante | Babel                       | Língua de Sinais Japonesa  | Indicado  | [ 1 ] [ 2 ] |
| 2008 | Marion Cotillard         | Melhor Atriz             | La môme                     | Francês                    | Venceu    | [ 1 ] [ 2 ] |
| 2011 | Javier Bardem            | Melhor Ator              | Biutiful                    | Espanhol                   | Indicado  | [ 1 ] [ 2 ] |
| 2013 | Emmanuelle Riva          | Melhor Atriz             | Amour                       | Francês                    | Indicado  | [ 1 ] [ 2 ] |
| 2015 | Marion Cotillard         | Melhor Atriz             | Deux jours, une nuit        | Francês                    | Indicado  | [ 1 ] [ 2 ] |
| 2017 | Isabelle Huppert         | Melhor Atriz             | Elle                        | Francês                    | Indicado  | [ 1 ]       |
| 2018 | Sally Hawkins            | Melhor Atriz             | The Shape of Water          | Língua de Sinais Americana | Indicado  |             |
| 2019 | Yalitza Aparicio         | Melhor Atriz             | Roma                        | Espanhol Mixtec            | Indicado  | [ 1 ]       |
| 2019 | Marina de Tavira         | Melhor Atriz Coadjuvante | Roma                        | Espanhol                   | Indicado  | [ 1 ]       |
| 2020 | Antonio Banderas         | Melhor Ator              | Dolor y Gloria              | Espanhol                   | Indicado  |             |
| 2021 | Steven Yeun              | Melhor Ator              | Minari                      | Coreano                    | Indicado  |             |
| 2021 | Youn Yuh-jung            | Melhor Atriz Coadjuvante | Minari                      | Coreano                    | Venceu    |             |
| 2022 | Penélope Cruz            | Melhor Atriz             | Madres Paralelas            | Espanhol                   | Indicado  |             |
| 2022 | Troy Kotsur              | Melhor Ator Coadjuvante  | CODA                        | Língua de Sinais Americana | Venceu    |             |
| 2025 | Fernanda Torres          | Melhor Atriz             | Ainda Estou Aqui            | Português                  | Indicado  |             |
| 2025 | Karla Sofía Gascón       | Melhor Atriz             | Emilia Pérez                | Espanhol                   | Indicado  |             |
| 2025 | Zoe Saldaña              | Melhor Atriz Coadjuvante | Emilia Pérez                | Espanhol                   | Venceu    |             |

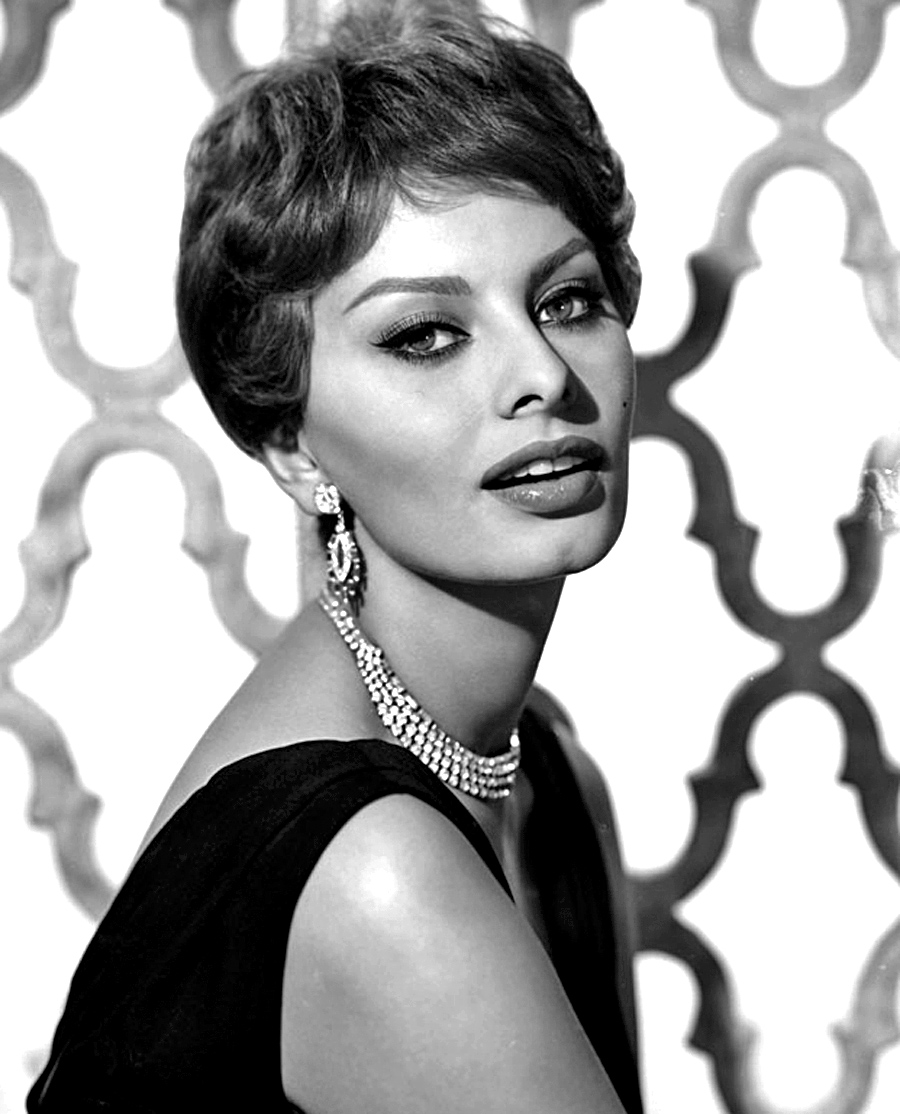
Sophia Loren venceu como Melhor Atriz, em 1962, atuando em italiano.
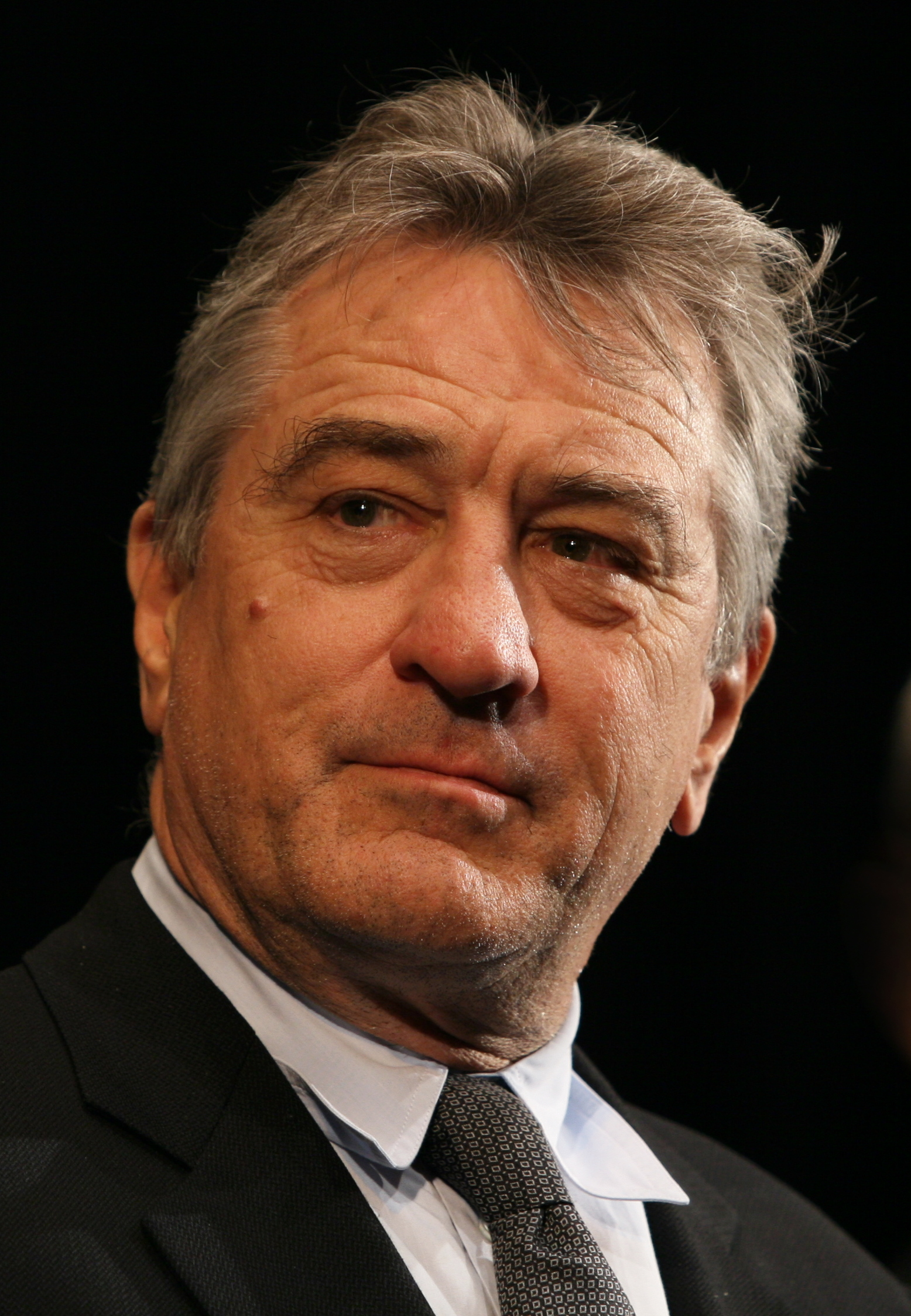
Robert De Niro venceu como Melhor Ator Coadjuvante, em 1975, atuando em italiano.
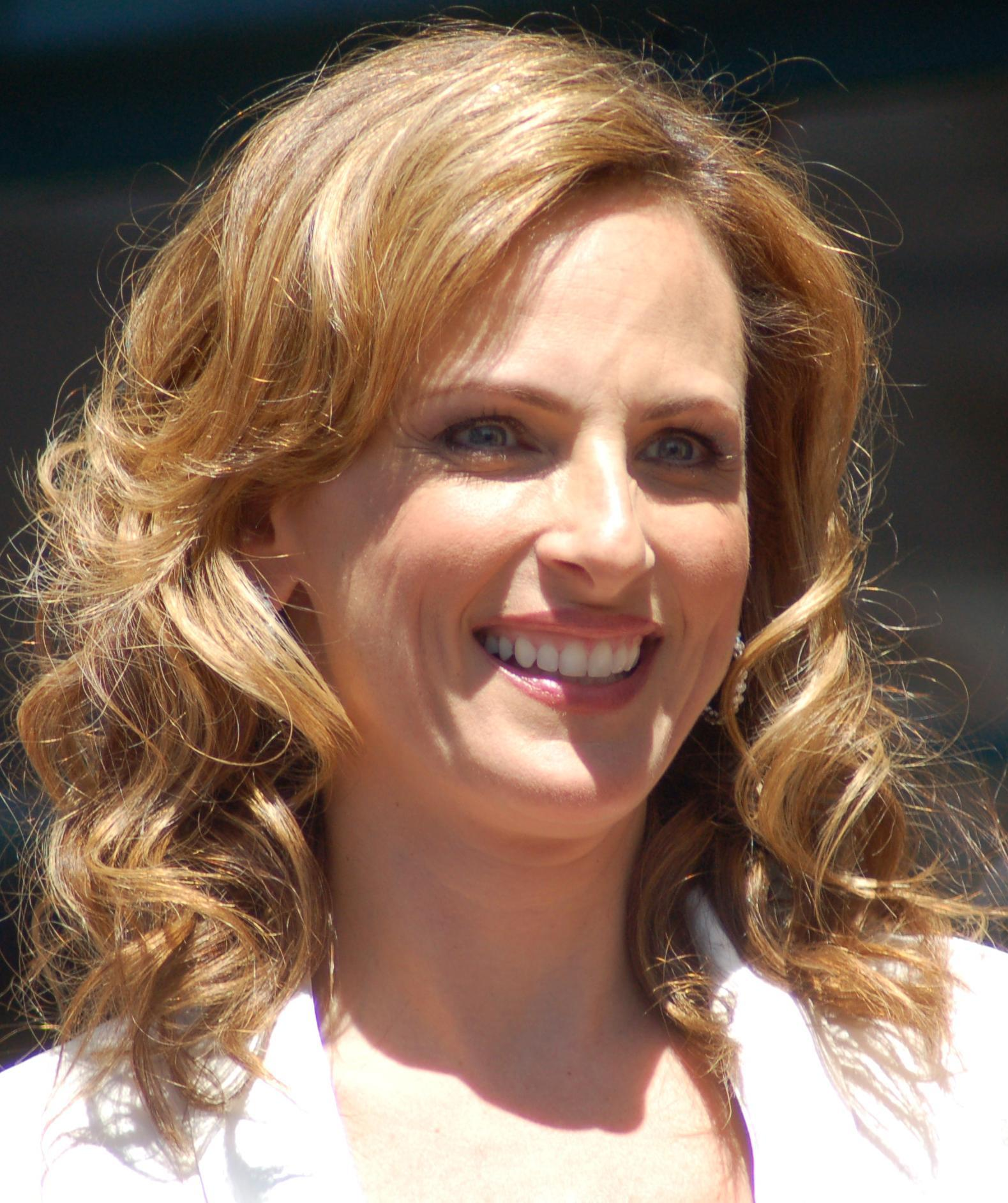
Marlee Matlin venceu como Melhor Atriz, em 1987, atuando na língua de sinais americana.
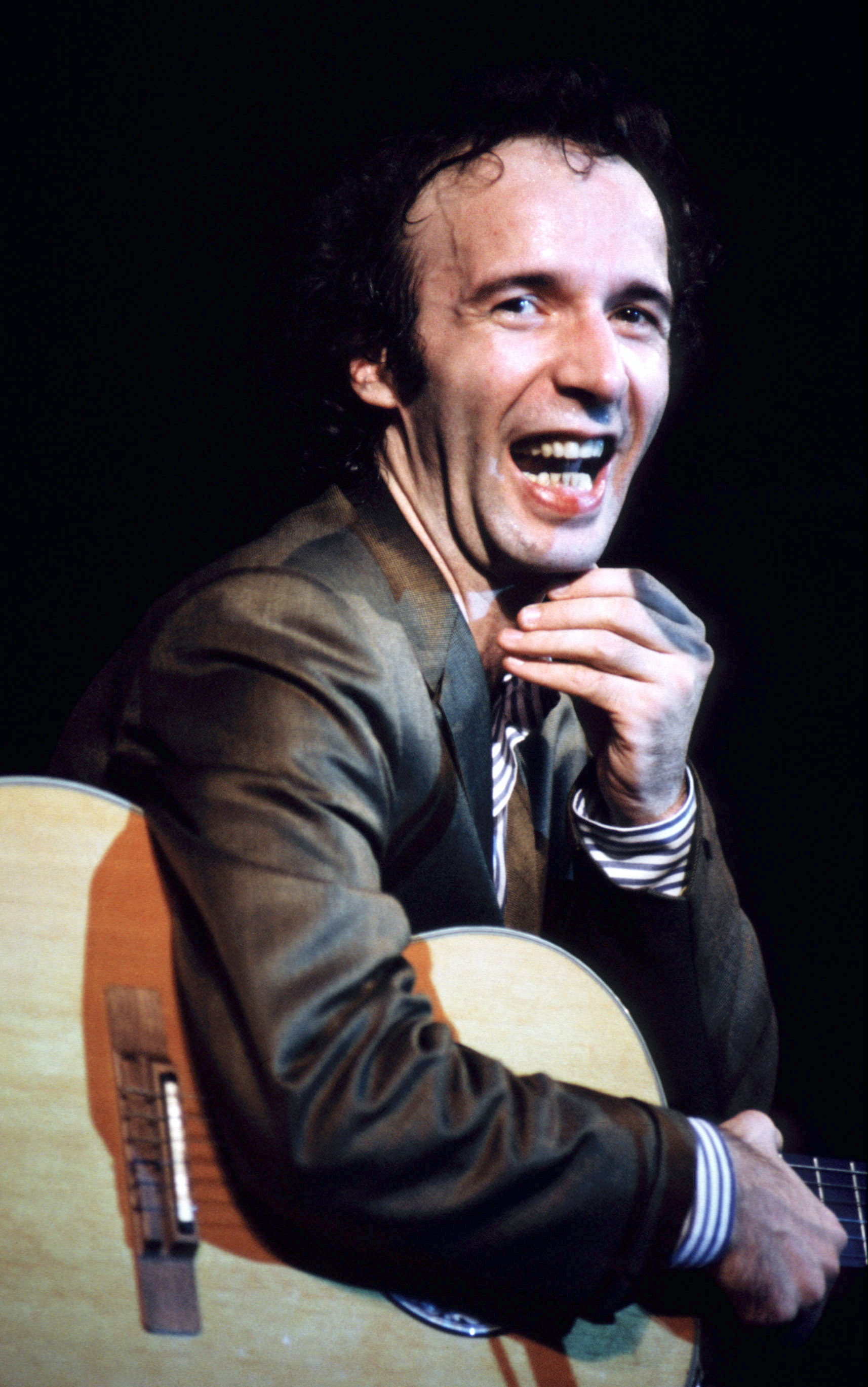
Roberto Benigni venceu como Melhor Ator, em 1999, atuando em italiano.
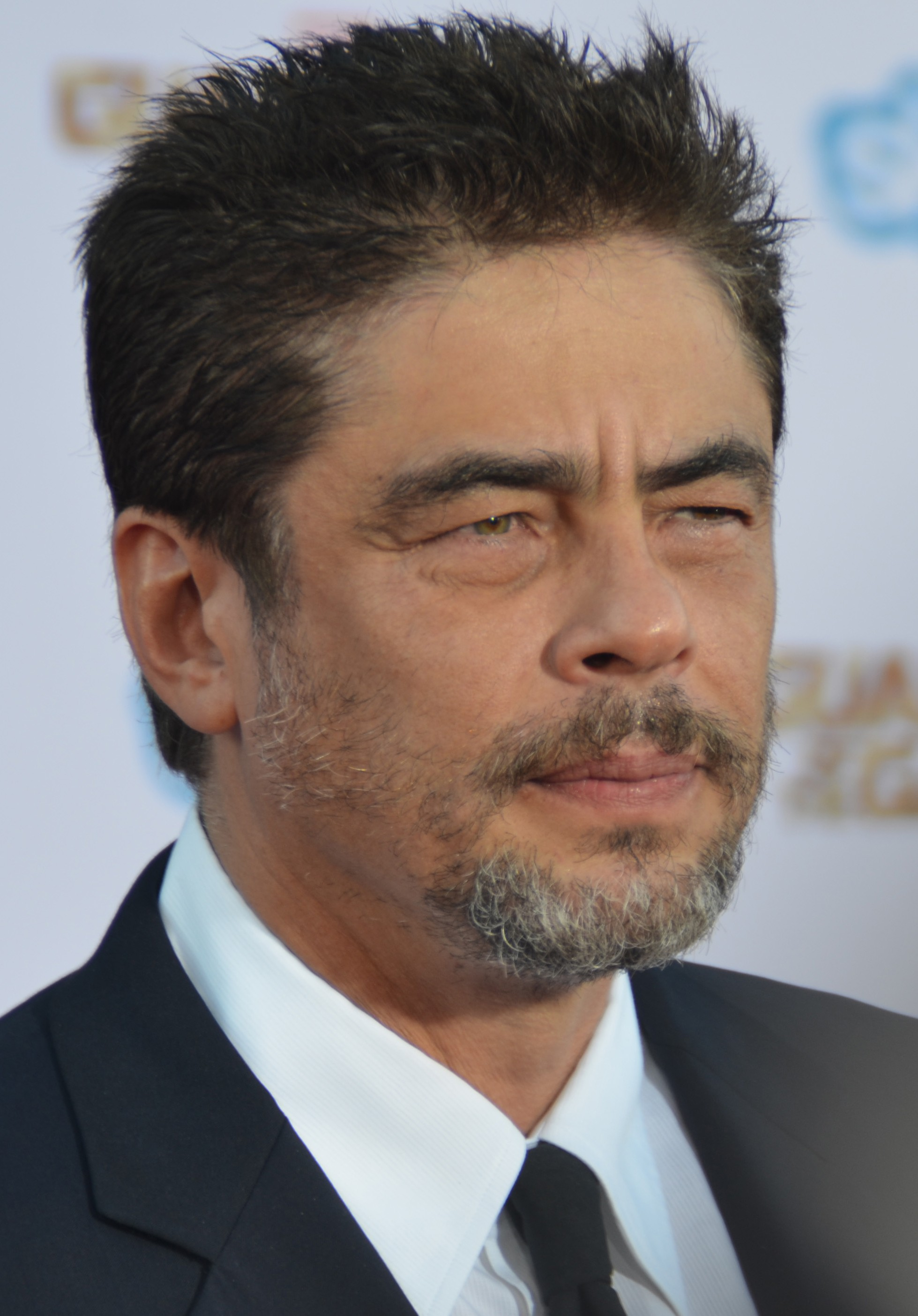
Benicio del Toro venceu como Melhor Ator Coadjuvante, em 2001, atuando em espanhol.
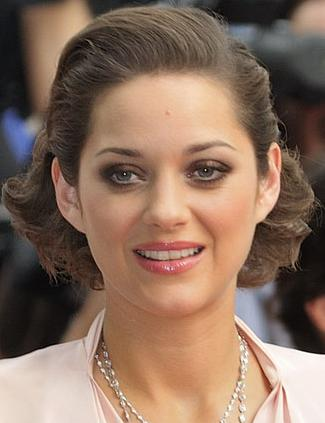
Marion Cotillard venceu como Melhor Atriz, em 2008, atuando em francês.
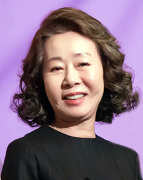
Youn Yuh-jung venceu como Melhor Atriz Coadjuvante, em 2021, atuando em coreano.
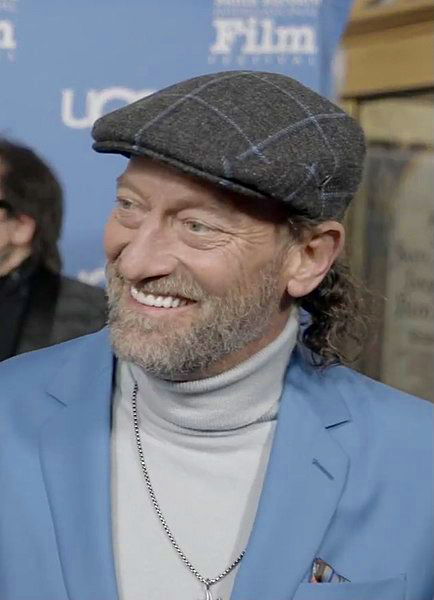
Troy Kotsur venceu como Melhor Ator Coadjuvante, em 2022, atuando na língua de sinais americana.